# Rodolfo Onetto
Rodolfo Onetto (Santiago de Chile, 19 de mayo de 1913 - Buenos Aires, 30 de abril de 1983) fue un primer actor chileno que incursionó extensamente en el cine, teatro y televisión argentino. 
Es conocido por actuar en varias películas del cineasta Enrique Carreras, así como hacer papeles menores o personajes secundarios en cintas como Los chicos crecen (1976) en el papel de Corradi, Fascinación junto a Arturo de Córdova, Bajo un mismo rostro como el comodoro Miguel Morales, Las locas (1977), estelarizada por la actriz Mercedes Carreras y la legendaria actriz del cine argentino Olinda Bozán, quien falleció poco antes del estreno; en dicha cinta interpretaba a un médico del manicomio, y en Había una vez un circo (1972), donde interpretó a Don Raúl, el maestro de ceremonias; aunque se dice que en un principio se tenía planeado contratar al actor mexicano Adalberto Martínez "Resortes" para dicho papel. Por razones desconocidas estuvo ausente en Aquellos años locos de Palito Ortega y Mercedes Carreras. Actualmente algunas de las películas en las que trabajo son transmitidas en algunos canales de televisión de otros países como México en De Película.

## Carrera
Onetto nació en Santiago de Chile el 19 de mayo de 1913. Fue un maestro de la actuación con más de 30 películas hechas en su país natal y en Argentina. Incursionó notablemente durante la época dorada del cine argentino. Se perfeccionó en teatro en Chile junto a famosos y talentosos jóvenes actores como Pablo Vicuña, Poncho Merlet y José Grimaldi.
Inició su carrera artística en la década de 1940 en Chile, donde filmó su primera película en 1942 titulada Árbol viejo con Enrique Barrenechea, Eglantine Sour, Américo Vargas, Gerardo Grez, Andrea Ferrer y Rodolfo Martínez. Ya radicado en la Argentina a principios en 1945,  hizo un sinfín de filmes junto a importantes figuras de la talla de Tita Merello, Alberto Olmedo, Jorge Porcel, Javier Portales, Delfy de Ortega, Mercedes Carreras, Jorge Lanza, Armando Bó, Chela Bon, Susana Traverso, Luisa Albinoni, Elisardo Santalla, José De Angelis, Esther Soré, Maurice Jouvet, Alberto Barcel, Amalia Sánchez Ariño, Carlos Pamplona, Claudio Rodríguez Leiva, Fernando Roca, entre muchos otros.
También participó en producciones mexicanas, entre las que se encuentran la telenovela histórica La Constitución (1970), producida por Ernesto Alonso y estelarizada por María Félix, Jorge Lavat, Carlos Bracho, María Rubio, Emma Roldán, Jorge Arvizu, Carlos Riquelme, Miguel Manzano, Beatriz Aguirre, Aarón Hernán, Jaime Fernández y Narciso Busquets; en dicha telenovela, Onetto interpretó al revolucionario mexicano Rodolfo Fierro; en la película La bastarda (1972) de Isela Vega, donde hizo el papel de un comisario que perseguía a una pandilla de rebeldes, así como en el largometraje de Luis Alcoriza: Mecánica nacional.
Sus últimas participaciones en largometrajes fueron en varias cintas como ¡Que linda es mi familia! (1980) de Palito Ortega, donde hizo el papel de un empresario, Frutilla (1980) en el rol de un mozo de restaurante, así como en Los dos carnales (1983) de Pedrito Fernández y Los fierecillos se divierten (1983) de Alberto Olmedo y Jorge Porcel, la cual fue su última película.

### Filmografía
- 1942: Árbol viejo  (Chile)
- 1944: La amarga verdad  (Chile)
- 1946: El tercer huésped como Carlos Cisneros
- 1947: Si mis campos hablaran como Daniel
- 1948: Hoy cumple años mamá
- 1948: Nosotros los pobres como hombre el hospital
- 1949: Fascinación
- 1950: Juan Mondiola
- 1950: Piantadino
- 1951: A toda maquina
- 1952: Marido de ocasión
- 1952: El bombero atómico
- 1953: Honrarás a tu madre
- 1954: Sábado del pecado
- 1955: El amor nunca muere como Francisco Caseres
- 1955: Los hampones como Rapo
- 1957: El bolero de Raquel como policía en el Bosque de Chapultepec (sin acreditar)
- 1959: Angustia de un secreto como un fiscal
- 1961: La sed
- 1961: Rebelde con causa
- 1962: Bajo un mismo rostro como Comodoro Miguel Morales
- 1962: El televisor
- 1962: Una jaula no tiene secretos
- 1962: Los viciosos como Subcomisario Benítez
- 1963: Pesadilla como Ricardo Malbrán
- 1964: Extraña ternura como Oficial Bianchini
- 1964: Sombras en el cielo
- 1964: Los evadidos como un vecino
- 1965: La pérgola de las flores
- 1965: Los hipócritas como Cabo de policía
- 1965: Ritmo nuevo, vieja ola
- 1965: Santiago querido!
- 1965: Bicho raro
- 1969: Deliciosamente amoral
- 1970: Corazón de León (México) como cuidador del zoológico
- 1970: Las momias de Guanajuato (México) como un paramédico
- 1971: El vendedor de ilusiones (España)
- 1971: Mecánica nacional (México) como el Delegado
- 1972: Había una vez un circo como Don Raúl
- 1972: Olga, la hija de aquella princesa rusa
- 1972: La bastarda o Basuras humanas (México) como  el comisario
- 1973: ¡Quiero besarlo señor!
- 1973: Los padrinos - como el comisario de policía
- 1973: Vení conmigo
- 1974: Yo tengo fe como El Griego
- 1975: Las procesadas  como el policía
- 1976: Los chicos crecen como Corradi
- 1977: Las locas como médico del manicomio
- 1977: Así es la vida como el Orador Cometa Halley
- 1978: La mamá de la novia
- 1979: Cantaniño cuenta un cuento
- 1979: Las locuras del profesor
- 1979: Los drogadictos como Capitán
- 1979: Vivir con alegría
- 1980: ¡Qué linda es mi familia!
- 1980: Frutilla como el mozo del restaurante
- 1981: Ritmo, amor y primavera
- 1981: Sucedió en el fantástico Circo Tihany
- 1983: Los dos carnales (México) como voluntario en el rescate de Pablito (sin acreditar)
- 1983: Los fierecillos se divierten[2]

### Televisión
En la pantalla chica argentina hizo
- Molinos de viento junto con Mercedes Carreras, Enrique Kossi y Oscar Rovito.
- La casta Susana, con Beatriz Bonnet y Juan Carlos Thorry.[3]
- 1956: Teatro de la noche / Teatro del lunes.[4]
- 1957: Historias fantásticas de suspenso / Historias de suspenso
- 1957: Comedias breves
- 1958: Los hijos del corazón
- 1959: Teatro del sábado
- 1960: Cuentos para mayores
- 1960: La Casa del Teatro
- 1961: Ciclo de teatro argentino
- 1962: Mañana puede ser verdad
- 1964: Teleteatro Lux, en la obra Prohibido y más aún
- 1966/1969: Teatro de Alfredo Alcón con Norma Aleandro y Francisco de Paula.
- 1968/1973: Viernes de Pacheco
- 1969: Ciclo Myriam de Urquijo
- 1969: A la Hora 22, con Miriam de Urquijo
- 1970: La Constitución (México) como el general Rodolfo Fierro
- 1970/1971: Soledad, un destino sin amor, con el personaje de García.
- 1971: Narciso Ibáñez Menta presenta.
- 1971: El ángel de la muerte
- 1972: Alta Comedia
- 1973: El patio de la Morocha, como Miguel
- 1974: Alberto Vilar, el indomable[5]

### Teatro
Formó parte de "La Compañía Dramática, poetas y anarquistas" donde se lució en algunas obras en Chile.
En 1960 organizó una compañía de comedias junto con Silvia Oxman y Oscar Casco.
Hizo teatro con Luis Sandrini, Sandra Sandrini, Juan Alberto Mateyko y Mercedes Carreras.
Algunas de las obras más destacadas en que trabajó fueron:
- Los independientes junto a Golde Flami.[7]
- Manuel Rodríguez en 1941, expuesto en el Teatro Baquedano
- La pulga en la oreja, con Noemí Laserre y Ricardo Lavié.
- La Máscara, de Armando Discépolo, con Roberto Durán, Mario Lozano, Nélida Quiroga y Marcela Sola.
- ¡Mutilados! (1956), junto a Golde Flami, Luis Otero, José Mazzilli y Camilo Da Passano.
- Aprobado en castidad (1960)
- Mi marido es un peligro (1967), con la compañía española de Pepita Martín y Manuel De Sabattini.
- El discípulo del Diablo en 1971

## Fallecimiento
Falleció a los 69 años de edad el 30 de abril de 1983 en un hospital porteño de Argentina, víctima de varias complicaciones del mal de Parkinson.